# دیلاتومتری
دیلاتومتری (انگلیسی : Dilatometry) یکی از روش‌های مهم در علوم مواد است که تغییرات حجمی یا ابعادی مواد را در واکنش به تغییرات دما اندازه‌گیری می‌کند. این روش به‌ویژه در مطالعه خواص حرارتی و رفتار فیزیکی مواد اهمیت دارد و برای تعیین ضریب انبساط حرارتی، شناسایی انتقال فازها، و بررسی واکنش‌های دمایی در مواد استفاده می‌شود.

## تاریخچه دیلاتومتری
روش دیلاتومتری در اوایل قرن بیستم برای مطالعه رفتار حرارتی فلزات و سرامیک‌ها معرفی شد. با توسعه ابزارهای دقیق‌تر، این روش به یکی از ابزارهای کلیدی در علوم مواد و مهندسی تبدیل شد. امروزه دیلاتومترهای دیجیتال و اپتیکی برای تحقیقات صنعتی و دانشگاهی استفاده می‌شوند.

#### اصول عملکرد دیلاتومتری
دیلاتومتری مبتنی بر تغییرات طولی یا حجمی مواد در اثر تغییرات دما است. در این روش، نمونه در یک محدوده دمایی مشخص حرارت داده یا سرد می‌شود و تغییرات ابعادی آن با دقت اندازه‌گیری می‌شود. معادله کلی برای انبساط حرارتی خطی به صورت زیر است:
ΔL=α⋅L0⋅ΔT
که در آن:
- ΔL: تغییر طول
- L0: طول اولیه
- ΔT: تغییر دما
- α: ضریب انبساط حرارتی

#### انواع دیلاتومترها
1. دیلاتومترهای مکانیکی:  این دیلاتومترها از ابزارهای مکانیکی برای اندازه‌گیری تغییرات طول استفاده می‌کنند. از آن‌ها بیشتر در آزمایش‌های ابتدایی و آموزش استفاده می‌شود.
2. دیلاتومترهای اپتیکی:  از پرتوهای لیزری یا اپتیکی برای اندازه‌گیری تغییرات دقیق ابعادی بهره می‌برند. این نوع دیلاتومتر دقت بسیار بالایی دارد و در تحقیقات پیشرفته کاربرد دارد.
3. دیلاتومترهای حرارتی:  برای مطالعه مواد حساس به تغییرات دما مانند شیشه‌ها، پلیمرها، و برخی سرامیک‌ها استفاده می‌شود.

#### کاربردها
- شناسایی انتقال فازها: بررسی دماهای بحرانی مانند تبدیل مارتنزیتی در فولادها یا انتقال شیشه‌ای در پلیمرها.
- اندازه‌گیری ضریب انبساط حرارتی: برای طراحی قطعات صنعتی که در معرض تغییرات دمایی قرار دارند.
- تحلیل رفتار حرارتی مواد: بررسی عملکرد مواد در دماهای بسیار بالا یا پایین برای کاربردهای خاص.

#### محدودیت‌ها
- دقت اندازه‌گیری به نوع دیلاتومتر و شرایط آزمایش بستگی دارد.
- برخی مواد خاص، مانند مایعات یا گازها، نیاز به روش‌های جایگزین دارند.